# Erebochlora tima
Erebochlora tima là một loài bướm đêm trong họ Geometridae.